# 格蘭街車站 (IND第六大道線)
格蘭街車站（英語：Grand Street station）是紐約地鐵IND第六大道線的一個地鐵站，位於曼哈頓華埠和下東城格蘭街及克里斯蒂街，設有D線（任何時候停站）與B線（僅平日停站）列車服務。此站有1967年11月26日啟用，是兩個克里斯蒂街連接的其中一個車站。同時此站也是第二大道線的計劃中車站之一，預計第四期將在此站加設新月台。

## 車站結構
| G      | 街道層             | 出入口 |
| M      | 夾層               | 閘機、車站詢問處                                                                                              |
| P 月台 | 側式月台，右側開門 | 側式月台，右側開門                                                                                            |
| P 月台 | 北行               | 尖峰時段往貝德福德公園林蔭路、日中及黃昏往145街（百老匯-拉法葉街） · 往諾伍德-205街（百老匯-拉法葉街）        |
| P 月台 | 南行               | 平日往布萊頓海灘（德卡爾布大道） · 往康尼島-斯提威爾大道（除深夜外大西洋大道-巴克萊中心，深夜時德卡爾布大道） |
| P 月台 | 側式月台，右側開門 | |

此站設有兩個狹窄的側式月台和兩條軌道。

## 外部連結
- nycsubway.org—IND 6th Avenue: Grand Street
- nycsubway.org—Artwork: Trains of Thought (Andrea Gardner and Sally Heller) （页面存档备份，存于） (unknown date)
- Station Reporter—B Train
- Station Reporter—D Train
- The Subway Nut—Grand Street Pictures （页面存档备份，存于）
- Grand Street entrance from Google Maps Street View （页面存档备份，存于）
- View from uptown platform from Google Maps Street View